# La Barcella

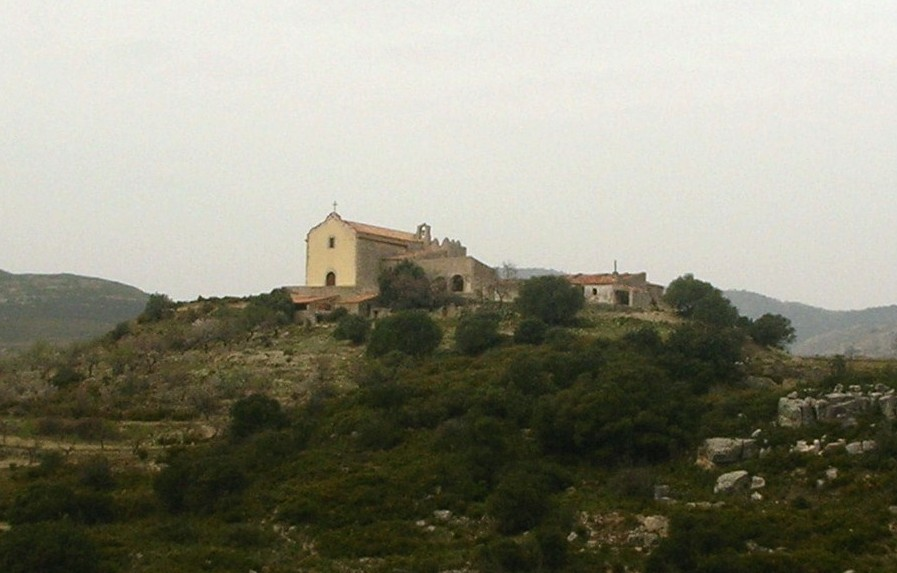
Turó de Sant Marc, centre del territori de la Barcella

La Barcella, era un antic poblat, del que actualment tan sols queda en peus l'Ermita de Sant Pere i Sant Marc.
L'antic municipi, estava situat en el Baix Maestrat i en les darreries del segle xiv es va annexar al municipi de Xert. Centra l'antic terme municipal —i actual partida— el turó de Sant Marc, on es troba l'actual ermita de Sant Pere i Sant Marc, abans església parroquial, i la seva àrea comprèn fonamentalment la conca del barranc de la Barcella. Fins a l'abandó de la població de les masies dels darrers decennis, el poblament de la Barcella era disseminat, amb unes 40 famílies distribuïdes entre unes 25 masies.
Malgrat la seua actual inexistència, fou un assentament molt esmentat en la documentació antiga, essent un dels pocs dels que es conserva una Carta Pobla de 1192.
Segons l'esmentat document, La Barcella fou donada pel rei Alfons el Cast al Sant Hospital de Jerusalem l'any 1192, estant encara ocupat per sarraïns.
És per aquesta raó que es pot afirmar que La Barcella existia abans de la conquesta de les tropes cristianes de Jaume el Conqueridor, i a més estaven ocupades per sarraïns, cosa que provocà que l'orde de l'Hospital de Sant Joan de Jerusalem, conquerirà les terres i les repoblés amb gent cristiana.
La població torna a aparèixer en diversos documents de diferents anys, continguts al “Llibre de privilegis de la vila de Sant Mateu”.
Més tard també se cita La Barcella en el document de la “Possessió de la Vila de Xert i El Terme de la Barcella”.
A finals del segle xiv desapareix com a municipi pel seu despoblament provocat per la Pesta Negra.
En la primera meitat del segle xx, quan les masies estaven habitades, hi havia una escola en l'hostatgeria de l'ermita, on rebien instrucció els xiquets i xiquetes dels masos i llogarets de la zona com ara els de Fontanals. L'escola va tancar el 1961 quan la població abandonà el camp per anar a establir-se arreu.